# 23472 Rolfriekher
23472 Rolfriekher (1990 TZ10) là một tiểu hành tinh vành đai chính được phát hiện ngày 10 tháng 10 năm 1990 bởi Lutz D. Schmadel và Freimut Borngen ở Tautenburg.